# Adjuvante imunológico
Adjuvantes imunológicos são compostos, entre os quais se incluem o hidróxido de alumínio, mais utilizado na composição de vacinas para humanos, devido a sua segurança como adjuvante, óleos minerais, com os quais se compõe vacinas para uso em animais domésticos de criação. As vacinas oleosas podem ser de três tipos, água-em-óleo, óleo-em-água e água-óleo-em-água (normalmente identificadas por siglas em inglês W/O, O/W e W/O/W). A saponina que é um extrato vegetal, também utilizado como adjuvante, muitas vezes associado com o hidróxido de alumínio.  Os adjuvantes são essenciais na composição de vacinas inativadas pois esses irão dificultar o processamento do antígeno pelas células apresentadoras de antígeno, dessa forma também aumentam o período em que o antígeno estará em contato com o sistema imune aumentando assim a resposta imunológica. Os adjuvantes também dirigem a resposta imune frente aos antígenos pois favorecem mais a secreção de interleucinas que promovem resposta imune humoral como IL-4, IL-10 ou celular como IFN-gama e IL-13.
Os adjuvantes também permitem uma optimização do antígeno produzido, permitindo que sejam produzidas mais doses de vacinas com a mesma massa antigenica purificada ou não.